# Bromelia alsodes
Bromelia alsodes är en gräsväxtart som beskrevs av Harold St.John. Bromelia alsodes ingår i släktet Bromelia och familjen Bromeliaceae. Inga underarter finns listade i Catalogue of Life.